# Aleppói offenzíva (2015. október–december)
Ez a szócikk az arab neveket a Magyar Helyesírás Szabályai 221. pontja által a tudományos ismeretterjesztés számára megengedett nemzetközi átírást használja. Amennyiben létezik közismert magyar név, akkor a szócikkben az szerepel.
Az aleppói offenzíva a Szíriai Hadsereg széles körű támadó hadműveletével kezdődött 2015. október 16-án Aleppótól délre. A hadművelet legfőbb célja az Azzan-hegység biztosítása volt, miközben egy jelentősebb védőövezetet akartak felállítani a hadsereg által birtokolt egyetlen olyan főút köré, mely a kormányzóság központjába vezetett. A további célok közé tartozott egy jövőbeni offenzíva előkészítéséhez szerencsés feltételek létrehozása is, mellyel el tudják különíteni az Aleppó városában lévő seregeket a külső segítségektől, és így meg tudják törni a kormány kezén lévő Aleppó kormányzóság egyetlen felkelői enklávéjának ellenállását.
A hírek szerint már korábban Kászem Szolejmáni vezérőrnagy vezetésével egy csoport mélyen behatolt Aleppó környékére, ahol több falut és várost elfoglaltak a kormány seregei. Soleimani vezérőrnagy irányította a Szíriai Arab Hadsereg 4. Gépesített Osztagát, a Hezbollahot, az iraki Harakat Al-Nujaba seregeit, a szintén iraki Kataebat Hezbollah és Liwaa Abu Fadl Al-Abbas csapatait, valamint az afganisztáni és iraki önkéntesekből álló Firqa Fatayyemoun seregeit. Azt, hogy a Szíriai Hadsereg ilyen mélyen behatolt Aleppóba, sokan, nagyrészt az iráni vezetésnek tulajdonítják.

## Előkészületek
Az Aleppó elleni támadásról szóló elképzelések csírái egészen Kászem Szolejmáni vezérőrnagy 2015. júliusi moszkvai látogatásáig vezethetőek vissza. Soleimanit állítólag maga, Irán legfelsőbb vezetője, Ali Hámenei küldte Szíriába, hogy megbeszéljék az aktuális katonai helyzetet az orosz féllel, és hogy összehangolják seregeik szíriai tevékenységeit.
A dél-aleppói offenzíva megindítása előtt egy hónappal a hadsereg egy másik hadműveletet is indított a várostól keletre, hogy felszámolják a kuvejreszi katonai repülőtér több mint kétéves ostromát.
Kászem Szolejmáni vezérőrnagy a hírek szerint Latakia kormányzóság északkeleti széléről a dél-aleppói Al-Safeera kerületbe utazott, hogy személyesen felügyelje a nagyszabású offenzíva első ütemét az Azzan-hegységben. Soleimani nem egyedül utazott Aleppóba – vele együtt érkezett helyszínre egy nagyobb konvojnyi katonai jármű, melyeket nagyrészt iraki síita milicisták irányítottak. Az előbb említett csapatokat azzal bízták meg, hogy az Aleppó kormányzóság vidéki területeire tervezett hadműveleteket hajtsák végre. Soleimani vezérőrnagy október 12-én éjszaka utazott Szíriába, hogy ott találkozzék azokkal a szír és orosz katonai vezetőkkel, akik átlátták az adott területen folyamatban lévő katonai mozgásokat. Hozzá csatlakozott még a Forradalmi Gárda hat magas beosztású katonai vezetője.

## Az offenzíva

### A szír kormány offenzívája
Október 16-án helyi idő szerint reggel 10 órakor a Szíriai Arab Hadsereg a Hezbollahhal, a Nemzetvédelmi Erőkkel (NDF) és az Al-Ba’ath Zászlóaljjal összehangoltan – több mint egy évnyi, az Azzan-hegység környékét jellemző tétlenség után megindították offenzívájukat Dél-Aleppó felé. A harctéri jelentések szerint a Szír Hadsereg és a Hezbollah négy helyszínt foglalt el az iszlamista Jabhat Al-Shamiyah (Levantei Front), Harakat Ahrar Al-Sham és a Szabad Szíriai Hadsereg (FSA) felkelőitől, miközben Aleppó kormányzóság déli részén véghezvitt előrenyomulásuk során több más felkelőt is kivégeztek.
Október 17-én a síita milicisták támogatását élvező kormányzati hadsereg elfoglalta Honvédelmi Zászlóalj Bázisát, az ezt körülvevő farmokat és további hét települést. Másnapra a hadsereg további öt falut szerzett meg, de azt nem lehetett tudni, hogy al-Shgaydalah kinek a felügyelete alatt volt, mert a felkelők itt egy ellentámadást indítottak. Az ellentámadást a Sham Forradalmi Dandár és a 13. Osztag – az utóbbi egy CIA által létrehozott szekuláris csoport – hajtotta végre, s eközben egy videófelvétel tanúsága szerint egy 9K330 Tor támadásában egy buldózert megsemmisítettek, egy BMP–1-et pedig elraboltak.
Október 19-én a kormányerők három dombot elfoglaltak. A Harakat Nour al-Din al-Zenki felkelői csoport parancsnokát aznap a harcok során megölték. Az offenzíva kezdete óta az SOHR értesülései szerint a hadseregnek legalább 11 páncélozott járművét lőtték le a TOW AT rakétái. A Sultan Murad Dandár egyik szóvivője, Issa Al-Turkmani szerint az FSA utánpótlásban több aknavetőt és BGM–71 TOWot is kapott. A hírek szerint csupán Szaúd-Arábia maga 500 rakétát küldött oda, de egy szóvivő szerint ez a mennyiségű rakéta nem volt összhangban az offenzíva méretével. Rámutatott, hogy ha ezt a mennyiséget szétosztanák a csoportok között, mindegyik csak párat kapna, és csoportonként még több tucatnyira lenne szükségük.
Október 20-án a felkelők egyik szóvivője azt mondta, „mindkét oldalon nagyon sok a veszteség, a rezsim pedig csak lassan tud előre törni.” Eközben több tízezren hagyták el az Aleppótól délre fekvő vidéki területeket. Október 21-22-én a kormány seregei további hét falut szereztek meg. Eddig a jelentések szerint a kormány a harcok kezdete óta 15 tankot, páncélozott járművet és buldózert veszített.

### Az Iszlám Állam támadása és a felkelők első ellentámadása
Október 23-án az Iszlám Állam megtámadta a Khanasser-Ithriya főútvonalat (a Hamá és Aleppó közti legfontosabb kormányzati utánpótlási útvonalat), miután két autóbombát robbantott és elfoglalta az út egy 6 km-es szakaszát. Azonban a kormány azonnal visszafoglalta ennek egyes részeit. A következő 24 óra összecsapásaiban az Iszlám Állam 28 harcosa és 21 katona halt meg. Lehet, hogy a nagyobb siker reményében tudatosan összehangolták a támadás időzítését egy másik felkelői előretöréssel. Dél-Aleppó övezetében megöltek 24 felkelőt, köztük a Thwar al-Sham zászlóalj katonai vezetőjét és a Mudzsahedin Hadsereg egyik parancsnokát. Eközben a felkelők szóvivője szerint a hadsereg összesen már 21 járművét vesztette el. A nap végén a felkelők al-Hamra falut visszafoglalták. A jelentések szerint a kormányerők ezalatt visszaszerezték a Khanasser-Ithriya főút legnagyobb részét.
Október 24-én a kormány szóvivője arról számolt be, hogy visszafoglalták Ithriya nyugati külvárosait, de az Aleppóba vezető utánpótlási útvonalat még mindig elvágják a felkelők. Aznap megölték a Nur al-Din Zanki Mozgalom egy másik vezetőjét is, míg a felkelők és az NDF egy-egy parancsnoka megsebesült. A Khanasser-Ithriya közti főútért vívott csatában elesett kormánypárti harcosok száma legalább 43 volt. A nap végén az Iszlám Állam egy támadást indított Aleppó város keleti kerületei ellen, mely során Tal Reemant és Al-Salihiyah területeit még azelőtt elfoglalta, hogy a szír kormány az oroszok légi támogatásával meg tudták állítani az előre törésüket.
Október 25-én a felkelők megtámadták, elfoglalták, majd még aznap el is vesztették a stratégiai fontosságú cementgyár körüli területet Aleppó Sheikh Saeed kerületének külső részein. A heves harcokban a kormány 14, a felkelők 10 emberüket vesztették el. Eközben a hírek szerint a kormány visszafoglalt két ellenőrző pontot a Khanasser-Ithriya közötti főútvonalon, majd nem sokkal később egy homokvihar lehetetlenné tett minden katonai tevékenységet Aleppó környékén. Az SOHR szerint a főút egyes részei még mindig az Iszlám Állam kezén voltak, és így blokkolni tudták az Aleppóba irányuló ellátási útvonalat.
Október 26-án az Iszlám Állam ismét megtámadta a Khanasser-Ithriya főútvonalat, ahol egy ellenőrző pontot elfoglalt. Eközben a felkelők az Aleppótól délre fekvő környéken visszafoglalták a Tell Hamiriyyeh hegyet és a Khalsa-farmokat. Másnap az Iszlám Állam, miután felrobbantott négy autóbombát az általa elfoglalt „kulcsjelentőségű” katonai állásoknál a város közelében, valamint csapatai bejutottak Tel Aranba, ismét támadni kezdte a stratégiailag fontos As-Safira városát. Ezen kívül behatoltak As-Safira északi kerületeibe, ahonnét erősítéssel sikerült őket kiűzni. Még aznap visszaszerezték a kormány csapatai az al-Safira környékén elvesztett állásokat.
Október 28-án az orosz légierő a felkelők egyik környékbeli erődítményét bombázták, ahol legalább 7 felkelőt megöltek.

### A kormány megújult előretörése
Október 30-án a kormány visszafoglalta a Khanasser–Ithriya közti főút mentén fekvő Tal Ithriya-hegyet. Ugyanakkor kiűzték az ISIL-t Sheikh Hilal és Al-Sa’an területéről. Ugyanaz a forrás arról is beszámolt, hogy az SAA is egy hadműveletet indított közelében, ahol Aleppótól délre és Qarass közötti farmokat szerzett meg. Mivel a felkelők visszavonultak al-Hadhetbe, a helyi erődítményükbe, a kormány október 31. és november 2. között hat falut el tudott foglalni. Ezen kívül beszámoltak a felkelők egy sikertelen merényletéről.
November 2-án az ISIL elfoglalta a szír seregektől Ta’anah falut és a hozzá tartozó dombot. Eközben a felkelők Jabal al-Banjira „széles részét” foglalták vissza. Másnap a kormányseregek visszafoglalták Al-Ta’anaht.

Szélesebb, stratégiai áttekintés, amin látszik többek között a északnyugat-szíriai offenzíva is.

November 4-én 12 napnyi, az ISIL-lel folytatott csata után a kormány visszafoglalta a Khanasser–Ithriya között húzódó főutat, mely során hét harcost kivégeztek, közülük négyet lefejeztek. A jelentések szerint az orosz légierő megsemmisített egy al-Tabbaqa irányába visszavonuló felkelői csoportot. A hírek szerint 50-nél is többen haltak meg a támadásban.
November 5-én a felkelők két falut visszafoglaltak, de a hadsereg ennek ellenére megszerezte Kafr Haddad városát.
November 8-án a kormány három olyan falut foglalt el, melyek közvetlenül Al-Hadhir városától délre feküdtek, melyek közül a felkelők kettőt másnap visszafoglaltak. Az SAA ezek egyikét november 10-én ismét visszafoglalta. Aznap a kormány további három falut szerzett meg.
November 11. végére a felkelők több területet is visszafoglaltak, november 12-én azonban a hadsereg öt újabb falu bekebelezésével tovább folytatta az előretörését. Ezeken kívül a felkelők fontos városát, Al-Hadert is visszafoglalták.
 November 13-án a hadsereg négy falut és egy dombot szerzett meg, így 34 négyzetkilométer lett az övéké. A nap végére áttörtek nyugat felé is, elfoglaltak két falut és a CARDA egyik bázisát az Idlib–Aleppo főútvonal mellett, amivel azt sikerült átvágniuk.
November 17-én a kormányerők elfoglalták a Halash néven ismert Khalasah területét, miután a szomszédos Al-Hamraa faluból előre törtek. Másnap a felkelők a Baes-farmokat visszafoglalták.
 November 20-án a kormányerők elfoglalták Burj Al-Rummant és tovább haladtak az Al-Safiratól délnyugatra fekvő Al-‘Umariyah falu irányába. Ekkor a hadsereg felhagyott az offenzívák erőltetésével, ugyanis a hónap végére várták az erősítésként ígért T–90-es tankok megérkezését.

### A felkelők második ellentámadása
November 21-én a felkelők ellentámadást indítottak Tal al-Eis közelében. November 23-ra a felkelők hét falut és két dombot visszafoglaltak. Az al-Nuszra Tal Mamou környékén több amerikai gyártmányú Humveet zsákmányolt a síita milicistáktól.
November 28-án a felkelők visszafoglalták al-Maryoudah falut. November 29-én azonban eredménytelenül zárult a felkelők al-Makalah településen lévő állásaikból Al-Aziziyah falu déli széle ellen indított támadássorozata, és a szír valamint orosz légierő által indított légi támadások elől menekülve visszahúzódtak délre.

### A lojalista erők decemberi offenzívája
December 3. és 7. között a kormány visszafoglalt három falut és két dombot.
December 8-án a felkelők visszafoglalták Banes falut. Aznap a szír kormány bejelentette az Aleppó déli része elleni offenzíva harmadik fázisát.
December 12-13-án a kormány hét falut foglalt vissza.
December 20-án a hadsereg elfoglalta a stratégiai jelentőségű Hán Tumán városát, két környékbeli falut, több dombot, az Aleppó-Damaszkusz főútvonal mellett fekvő Hán Tumán-i Lőszerraktárat, és így elvágták a felkelők utánpótlási útvonalát a kormányzóság központjából, Idlibből az Aleppó kormányzóság központjába vezető utánpótlási útvonalakat. Megtámadták az Al-Zarbehi Baromfifarmot is. Másnap a kormány csapatai tovább jutottak Hán Tumán környékén, és újabb két falut valamint két dombot szálltak meg.

## Következmények
2016. január 11-én a kormányerők támadást indítottak Aleppó városától délnyugatra Al-Rashiddeen ellen, míg Aleppótól délre két falut elfoglaltak. Január 28-án megszerezték Blouzah falut is.
Február 3-án a felkelők Khan Touman közelében visszafoglalták Al-Khalidiyah falut, így ismét megnyílhatott a Damaszkuszt Aleppóval összekötő M5-ös autópályán keresztül vezető utánpótlási útvonaluk. Azonban a jelentések szerint három nappal később a kormány visszafoglalta Al-Khalidiyah falut.

## Stratégiai elemzés
A Háborúk Tanulmányozása Intézettől Christopher Kozak arról gondolkodott el, hogy a támadás nem más volt, mint egy elterelő taktika, hogy a felkelőket eltávolítsa a nem sokkal később felszabadított síita Nubl és Zahraa közeléből, és el tudják vágni a Törökországot Aleppóval összekötő útvonalat, ami a hadművelet egyik legfontosabb célja volt. Eközben a Szír Hadsereg offenzívát indított Észak-Aleppóban február 1-én, és megtörte a két város három éve tartó ostromát. Ezzel elvágta az Aleppót Törökországgal összekötő utánpótlási útvonalat.
Úgy gondolják, a Hezbollah fő mozgató motivációja a harcokban való részvételhez a többi harchoz hasonlóan itt is a síita falvak megvédése volt. Ezen belül valószínűleg Kafriya és Al-Fu'ah felszabadítása, így az an-Nuszra Front által emelt ostrom megtörése volt.
A több száz km² terület első hónapban történt kormányzati elfoglalása miatt az Al-Masdar News arra a következtetésre jutott, hogy a vezető iráni katonák és az orosz légi támadások is mérhetetlenül jelentős szerepet játszottak abban, hogy a kormányerők megújult erővel egyre több területet tudtak megszerezni.